# شاپرک کولی
شاپرک کولی (نام علمی: Lymantria dispar dispar) نام یک زیرگونه از تیره شاپرکان کپه‌ای است.
شاپرک کولی به عنوان آفت شناخته می‌شود و لاروهای آن برگ‌های بیش از ۵۰۰ گونه درخت و گیاه را می‌خورند. شاپرک‌های کولی یکی از از مخرب‌ترین آفت‌های درختان چوب‌سخت در شرق ایالات متحده هستند.